# Marilia Rocha
Marília Rocha (1978) é uma cineasta brasileira cujo trabalho é voltado para as potencialidades do cinema documentário. Seus filmes foram exibidos em mostras de diversos países, como MoMA (EUA), É Tudo Verdade (Brasil), Festival de Roterdã (Holanda), Bafici (Argentina), Karlovy Vary (República Tcheca), Festival de Guadalajara (México), Doclisboa (Portugal), entre outros. Desde 2003 ela é uma das integrantes do centro de pesquisa e produção audiovisual Teia, juntamente com Clarissa Campolina, Helvécio Marins Jr., Leonardo Barcelos, Pablo Lobato e Sérgio Borges. No grupo, os seis realizadores trabalham de forma colaborativa, combinando produções e pesquisas individuais com trabalhos que envolvem todo o centro e convidados de fora.

## Filmografia
- A Falta que me Faz (2009)[2]
- Acácio (2008)
- Aboio (2005)[3]

## Prêmios
Aboio
- Melhor longa-metragem brasileiro 10º Festival É Tudo Verdade - Festival Internacional de Documentários;
- Melhor trilha sonora e edição de som 9º CinePE - Recife;
- Menção honrosa do júri FICA – Festival Internacional de Cinema Ambiental;
- Melhor realização 10ª Mostra Internacional do Filme Etnográfico.
- Melhor filme de longa-metragem de Minas Gerais no 13º Prêmio SESC/SATED

Acácio
- Melhor filme de longa-metragem de Minas Gerais no 14º Prêmio SESC/SATED

## Exibições
A falta que me faz
- 39º Film Festival Rotterdam [4]
- 42º Festival de Brasília do Cinema Brasileiro
- 13º Mostra de Cinema de Tiradentes

Acácio
- 38º Festival Internacional de Cinema de Roterdã (Holanda)
- 11º BAFICI - Buenos Aires Festival Internacional de Cinema Independente (Argentina)
- DocLisboa – 7º Festival Internacional de Cinema (Portugal)
- 24º Festival Internacional de Cinema de Guadalajara (México)
- SANFIC5 -Santiago Festival Internacional de Cine (Chile)
- Festival de Lima – 13º Encontro Latinoamericano de Cinema (Peru)
- 31º Festival Internacional do Novo Cinema Latinoamericano em Havana (Cuba)
- 10º Festival Internacional de Cinema de Las Palmas de Gran Canaria (Espanha)
- 32ª Mostra Internacional de Cinema em São Paulo (Brasil)
- 12ª Mostra de Cinema de Tiradentes (Brasil)
- Forumdoc.bh – Festival Internacional do Filme Documentário e Etnográfico (Brasil)
- I Semana dos Realizadores (Brasil)

Aboio
- MoMA - Documentary Fortnight (USA);
- 10º É Tudo Verdade - Festival Internacional de Documentários (Brasil);
- Festival do Rio 2005 (Brasil);
- 21º Guadalajara International Film Festival (México);
- 41º Karlovy Vary International Film Festival (República Tcheca);
- 9º Rencontres Internationales du Documentaire de Montréal (Canadá);
- 7º Tempo Documentary Festival (Suécia);
- 9º CinePE, Recife (Brasil);
- FICA – Festival Internacional de Cinema Ambiental, Cidade de Goiás (Brasil);
- 10ª Mostra Internacional do Filme Etnográfico, Rio de Janeiro (Brasil);
- 9ª Mostra de Tiradentes (Brasil);
- Les Écrans Documentaires (França);
- Rencontres Internationales Paris/Berlin (França);